# Jan Långbens nya hobby
Jan Långbens nya hobby (även Jan Långben som fotograf) (engelska: Hold That Pose) är en amerikansk animerad kortfilm med Långben från 1950. Filmen är den första som Björnen Humphrey är med i.

## Handling
Långben har blivit intresserad av fotografering och sysslar med det på fritiden. Ett ställe som verkar gynna en amatörfotograf som Långben är naturen. Men alla verkar inte uppskatta Långbens försök att fotografera, särskilt inte en björn.

## Om filmen
Filmen hade svensk premiär den 22 oktober 1951 på biografen Spegeln i Stockholm.
Filmen har givits ut på VHS och finns dubbad till svenska.

## Rollista
- Pinto Colvig – Långben[8]